# Маркольт (німчин)
Маркольт (д.-рус. Марколтъ, нім. Markwald) — володимирський міщанин XIII ст. Німець за походженням, згадується в 1268 році. Приймав у себе князів Василька Романовича та Лева Даниловича і литовського правителя Войшелка.
На думку дослідників, Володимир міг отримати маґдебурзьке право в середині XIII ст. Відтак, Маркольт, ймовірно, є першим відомим війтом Володимира.

## Літописні згадки
Згадка в Галицько-Волинському літописі (9-14.IV 1268):

| Тим часом Маркольт, німчин, позвав усіх князів до себе на обід — Василька, Льва, Войшелка. І стали вони обідати, і пити, і веселитися. Василько ж, напившись, поїхав додолу спать, а Войшелк поїхав до монастиря, де ото він стояв. |
Хроніка Софоновича називає Маркольта «справцею» (урядником?) короля Данила:

| По розмовЂ сполноі просил тых всЂхь кн̃зеи Марколтъ, нЂмецъ, —пан рускиї— на банкетъ, справца умерлого короля Даниила. |